# Акопов, Сергей Погосович
Серге́й Пого́сович Ако́пов (род. 18 июня 1954) — советский и российский дипломат. Чрезвычайный и полномочный посол (2015).

## Биография
Окончил МГИМО (1976), после чего на работе в МИД.
- В 1976—1980 годах — сотрудник Посольства СССР в Коста-Рике.
- В 1983—1988 годах — сотрудник Посольства СССР в Бразилии.
- В 1990—1996 годах — сотрудник Посольства СССР, затем РФ в Чили.
- В 1999—2003 годах — советник-посланник посольства России в Бразилии.
- С апреля 2005 по февраль 2010 года — заместитель директора Латиноамериканского департамента МИД России.
- С 15 февраля 2010 по 28 января 2021 года — чрезвычайный и полномочный посол Российской Федерации в Бразилии[1][2].
- С 3 марта 2010 по 28 января 2021 года  — чрезвычайный и полномочный посол Российской Федерации в Суринаме по совместительству[3][2].

## Семья
Отец — советский дипломат, чрезвычайный и полномочный посол СССР в Кувейте и Ливии Погос Семёнович Акопов.
Женат, две дочери.

## Дипломатический ранг
- Чрезвычайный и полномочный посланник 2 класса (15 января 2002)[4]
- Чрезвычайный и полномочный посланник 1 класса (17 сентября 2012)[5]
- Чрезвычайный и полномочный посол (25 августа 2015)[6]

## Награды
- Знак отличия «За безупречную службу» XL лет (5 июня 2021 года) — за большой вклад в реализацию внешнеполитического курса Российской Федерации и многолетнюю добросовестную дипломатическую службу[7].